# Maurin Dietrich
Maurin Dietrich (* 1990 in Freiburg im Breisgau)  ist eine deutsche Kuratorin und seit 2019 Direktorin des Kunstvereins München.
Dort kuratierte sie u. a. Ausstellungen mit Kunstschaffenden wie Diamond Stingily, Pati Hill, Yalda Afsah, Tony Cokes, Andrea Büttner.

## Werdegang
Sie arbeitete am KW Institute for Contemporary Art in Berlin sowie für die 9. Berlin Biennale mit DIS Magazine.
Am KW Institute for Contemporary Art kuratierte sie Ausstellungen von Evelyn Taocheng Wang, Heike Karin Foell und arbeitete an Ausstellungen von Willem de Rooij, Judith Hopf, Ian Wilson, Adam Pendleton, Will Holder, Sidsel Meineche Hansen, David Hammons, Julia Scher als Assistenzkuratorin mit.
Gemeinsam mit Jonas Wendelin gründete sie 2018 FRAGILE, einen Ausstellungs- und Residencyraum in Berlin. FRAGILE präsentierte Ausstellungen und Projekte mit SOPHIE, Kandis Williams, Analisa Teachworth, Sung Tieu, Sean Mullins.
Sie organisierte Ausstellungen und Projekte über die letzten Jahre u. a. Pati Hill „Something Other than either“ in der Kunsthalle Zürich (Schweiz), Pippa Garner „Act Like You Know me“ (Ko-Kuratorin mit Fiona Duncan) in Frac Lorraine (Frankreich) und der Kunsthalle Zürich (Schweiz) oder „emic etic“ bei Between Bridges in Berlin.
Sie studierte Kunstgeschichte und Literaturwissenschaften in Berlin und hatte Lehraufträge an der Universität der Künste (Berlin), der Zürcher Hochschule der Künste sowie dem BPA, (Berlin program for artists).
Sie schreibt regelmäßig für Mousse Magazine, Cura und andere Magazine und Publikationen.

## Publikationen und Herausgeberschaften
- Tony Cokes: Fragments, or just Moments. Hrsg. von Kunstverein München, Haus der Kunst München, DISTANZ, Berlin, 2022, ISBN 978-3-95476-502-7.
- Yalda Afsah: Every word was once an animal. Hrsg. von Maurin Dietrich, DISTANZ, Berlin 2022, ISBN 3-95476-463-6.
- Every Word Was Once an Animal: Yalda Afsah by Maurin Dietrich. Mousse Magazine, 2021.
- Not Working – Reader. Hrsg. und redigiert von Maurin Dietrich und Gloria Hasnay. Mit Beiträgen von Annette Wehrmann, Dung Tien Thi Phuong, Josef Kramhöller, Laura Ziegler und Stephan Janitzky, Leander Scholz, Lise Soskolne, Mahan Moalemi, Marina Vishmidt und Melanie Gilligan und Steven Warwick. Kunstverein München und Archive Books, München/Berlin 2020, ISBN 978-3-948212-37-7.
- Ilit Azoulay: No Thing Dies. Hrsg. von Maurin Dietrich, Texte von Maurin Dietrich, Noam Gal, Quentin Meillassoux, Ursula K. Le Guin. Mousse Publishing, Mailand 2020, ISBN 978-88-6749-383-8.
- Pati Hill: Letters to Jill. Hrsg. von Kunstverein München & Maurin Dietrich, This is a reprint of Pati Hill’s 1979 book published on occasion of her first posthumous solo exhibition, Something other than either, at Kunstverein München on view from March through August 2020. Mousse Publishing, Mailand 2020, ISBN 978-88-6749-409-5.
- Maximiliane Baumgartner, Moritz Scheper: Ich singe nicht für Bilder schöne Lieder. Hrsg. von Maurin Dietrich und Moritz Scheper. Mit Beiträgen von Elke Krasny, Karolin Meunier und Moritz Scheper und einem Gespräch zwischen Maximiliane Baumgartner, Luca Beeler, Maurin Dietrich, Gloria Hasnay und Lucie Kolb. Neuer Essener Kunstverein; Kunstverein München. Motto Books, Genf 2020, ISBN 978-2-940672-14-1.

## Ausstellungen (Auswahl)

### KW Institute for Contemporary Art (2016–2019)
- 2017–2019 Pogo Bar im Kellergewölbe der KW Institute for Contemporary Art: Wöchentliches Programm von (Neu)Produktionen von Performances, Lesungen und Events. Kuratiert von Maurin Dietrich und Cathrin Mayer
- 22. Juni – 1. September 2019 speed, Heike Karin Föll, KW Institute for Contemporary Art (Kuratorin)
- 3. November 2018 – 6. Januar 2019 Real Doll Theatre, Sidsel Meineche Hansen, KW Institute for Contemporary Art (Assistenzkuratorin)
- 27. – 30. September 2018 Pause: What is he afraid of?, Evelyn Taocheng Wang, KW Institute for Contemporary Art (Kuratorin)
- 26. – 29. April 2018 Pause: Garten der Lüste, AA Bronsons, KW Institute for Contemporary Art (Assistenzkuratorin)
- 10. Februar – 15. April 2018 Stepping Stairs, Judith Hopf, KW Institute for Contemporary Art (Assistenzkuratorin)
- 14. September 2017 – 7. Januar 2018 Whiteout, Willem de Rooij, KW Institute for Contemporary Art (Assistenzkuratorin)
- 20. Mai – 6. August 2017 Enemy of the Stars. Ronald Jones im Dialog mit David Hammons, Louise Lawler, Helmar Lerski und Julia Scher, KW Institute for Contemporary Art (Assistenzkuratorin)
- 24. Februar – 14. Mai 2017 shot him in the face, Adam Pendleton, KW Institute for Contemporary Art (Assistenzkuratorin)
- 20. Januar – 14. Mai 2017 Ian Wilson, KW Institute for Contemporary Art (Assistenzkuratorin)

### FRAGILE (ab 2018 bis heute)
- 01. – 9. Februar 2020 Cruise Collection, Enver Hadzijaj, Fragile
- 12. – 29. September 2019 Tribute Pallet, Analisa Teachworth, Fragile
- 28. Juli – 11. August 2019 More In The Morning, Dese Escobar, Fragile
- 13. Juli 2019 Eurydice, Orpheus, and the Maenads by Kandis Williams, Fragile
- 7. – 24. Juli 2019 Quissac by Yalda Afsah, Fragile
- 1. – 28. Juni 2019 Parkstück by Sung Tieu, Fragile
- 25. Februar 2019 BPA Berlin Program for Artists, Fragile
- 26. Januar – 17. Februar 2019 Protracted yawn, evanescing Eos by Sean Mullins, Fragile
- 30. August 2018 Preview by SOPHIE, Fragile

### Kunstverein München e.V. (ab 2019 bis heute)
- 28. Januar – 23. April 2023 Off season, Richard Frater, Kunstverein München
- 24. September – 13. November 2022 Act Like You Know Me, Pippa Garner, Kunstverein München
- 10. Juni – 11. September 2022 Fragments, or just Moments, Tony Cokes, Kunstverein München
- 15. Januar – 10. April 2022 Every word was once an animal, Yalda Afsah, Kunstverein München
- 26. Juni – 20. August 2021 Auf Fassaden schauen oder Die vierte Wand der dritten Pädagogin, Maximiliane Baumgartner, Kunstverein München
- 7. März – 16. August 2020 Something other than either, Pati Hill, Kunstverein München
- 12. September – 1. November 2020, Online bis 22. November 2020 Not Working – Künstlerische Produktion und soziale Klasse. Ausstellung mit Angharad Williams, Annette Wehrmann, Gili Tal, Guillaume Maraud, Josef Kramhöller, Laura Ziegler und Stephan Janitzky, Lise Soskolne, Matt Hilvers, Stephen Willats. Filmprogramm mit Adrian Paci, Agnès Varda, Ayo Akingbade, Barbara Kopple, Berwick St Collective, Laura Poitras und Linda Goode Bryant, Max Göran; Lucrecia Martel ausgewählt von Nadja Abt; sowie Filme ausgewählt von Simon Lässig. Begleitprogramm mit Cana Bilir-Meier und Gürsoy Doğtaş, NewFutures, Phasenweise nicht produktiv, Ramaya Tegegne, Tirdad Zolghadr, Kunstverein München
- 23. November – 1. Dezember 2019 What is so terrible about craft?, Andrea Büttner, Kunstverein München
- 21. September – 17. November 2019 Wall Sits, Diamond Stingily, Kunstverein München